# Будинок Богородиці (Ефес)

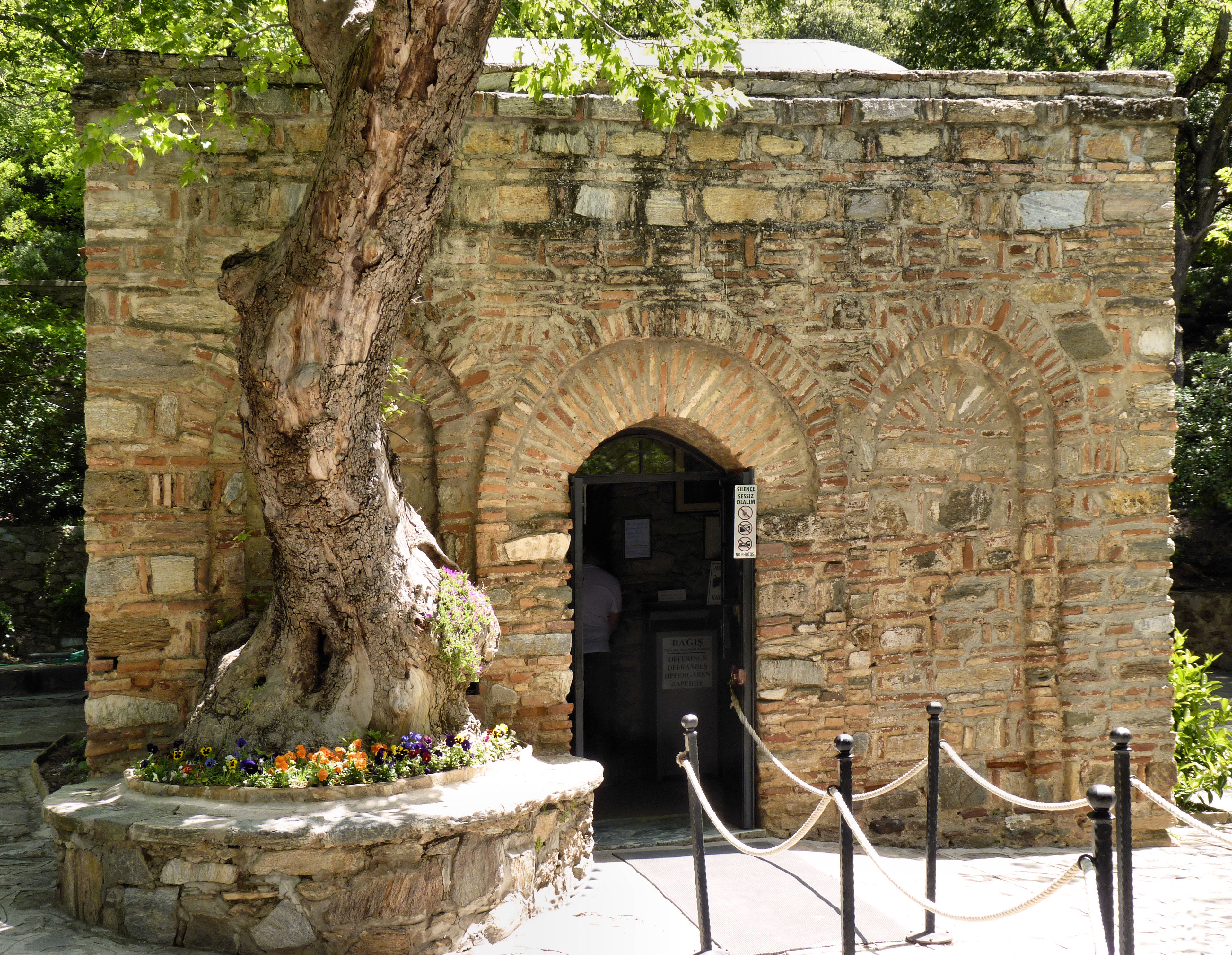
Католицька каплиця у відреставрованому домі Богородиці в Ефесі (Туреччина)

Буди́нок Богоро́диці в Ефе́сі — дім розташований в Ефесі, Туреччині (Orman Yolu Park, район Сельчук, провінція Ізмір), орієнтовно датований I століттям, поруч є невелика будівля VII ст. з підвалом. Цю споруду наприкінці XIX ст. католицькі місіонери стали ототожнювати з будинком, в якому жила мати Ісуса Христа, Діва Марія.

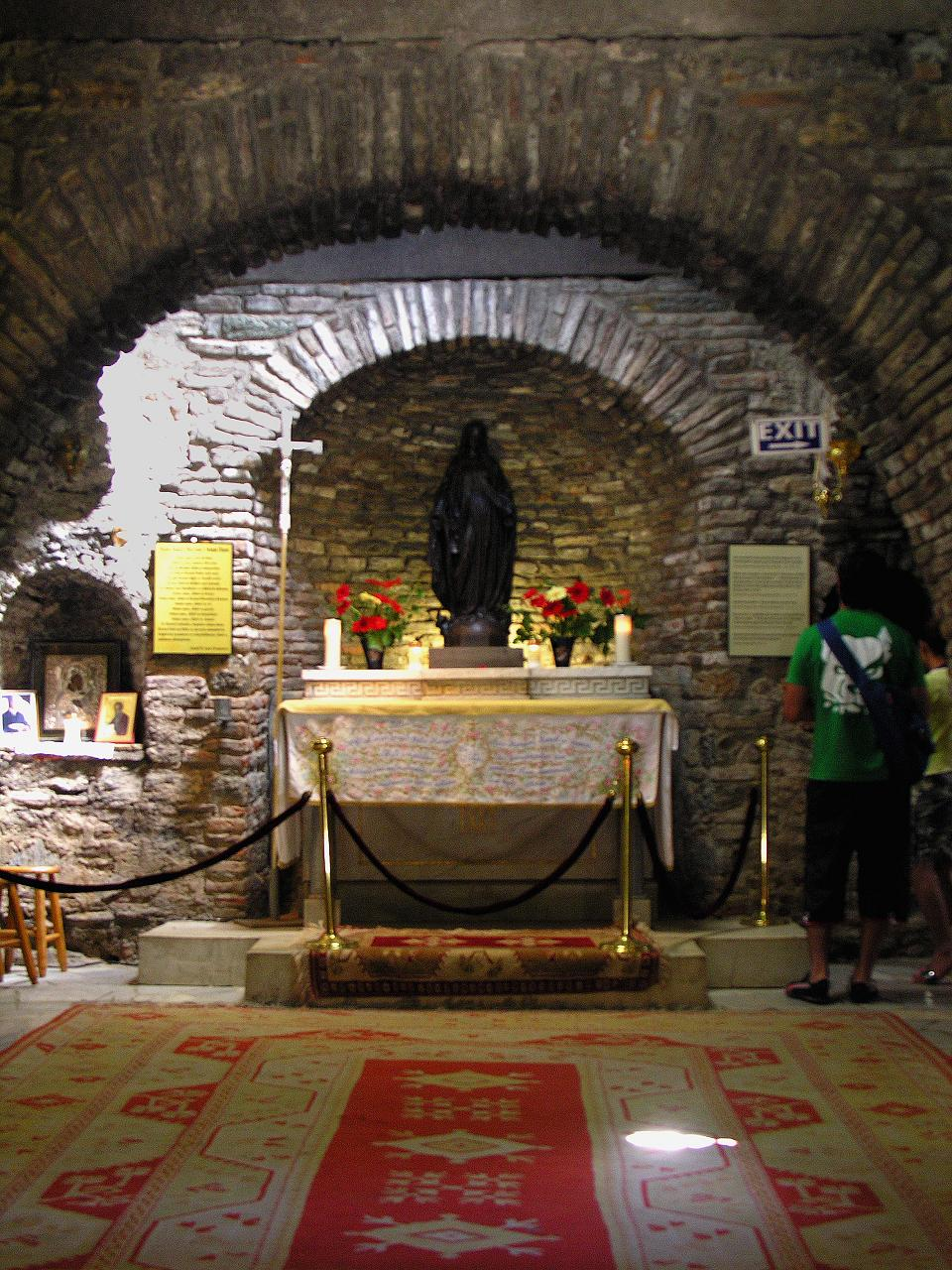
Інтер'єр у домі Богородиці

Як підставу для подібного ототожнення наводять свідчення деяких місцевих жителів і опубліковані твердження німецької черниці Анна Катаріна Еммерік (1774–1824 рр.), яка в Ефесі фізично ніколи не бувала. За 2 роки до власної смерті, під час одного з ясновидінь їй з'явилася Пресвята Богородиця і докладно описала місце, де вона жила до свого Успіння.
Згідно з переказами, в Ефес Пресвята Діва Марія віддалилася в 43 році рятуючись під час гоніння на християн, що чинив був Ірод (Діян. 12, 1–3), разом з апостолом Іваном Богословом, де йому випав жереб проповідувати Євангеліє. До часу ж свого блаженного Успіння Пресвята Діва Марія знову прибула до Єрусалиму, де й відбулося Успіння Богородиці.
У 1950 р. будівлю було реконструйовано і облаштовано на каплицю, до якої стікаються натовпи туристів. Хоча Ватикан офіційно не оголосив будівлю «будинком Богородиці», але як паломники в ньому були Папи Римські
- Павло VI (у 1967 р.),
- Іван Павло II (у 1979 р.) і
- Бенедикт XVI (у 2006 р.).